# Forficule pubescente
Guanchia pubescens
Espèce
Synonymes
- Forficula pubescens Gené, 1837[1]

La Forficule pubescente (Guanchia pubescens) est une espèce d'insectes dermaptères de la famille des Forficulidae.

## Répartition
Cette forficule possède une distribution méditerranéo-macaronésienne. Elle se rencontre en Afrique du Nord, en France, en Italie, en Macaronésie et en péninsule Ibérique.

## Taxinomie
Cette espèce a été décrite pour la première fois en 1837 par le naturaliste italien Carlo Giuseppe Gené (1800-1847).

### Protologue
- (it) Carlo Giuseppe Gené, « Descrizione di cinque nuove forficole d'Europa con alcune osservazioni intorno a varie specie già conosciute di questo genere », Annali delle scienze del regno Lombardo-Veneto, Padoue, vol. 7,‎ 1837, p. 82–90.